# 印第安纳大学布卢明顿分校
印第安纳大学布卢明顿分校，通称印第安纳大学，是位于美国印第安纳州布卢明顿的一所公立研究型大学，是印第安纳大学系统的旗舰校区和最大校区，现有超过45,000名学生。
该校最初作为长老会神学院成立于1820年，今以文科见长，与同州的工科重镇普渡大学存在印第安纳-普渡竞争，是美国大学协会、十大联盟及十大学术联盟成员和公立常春藤之一。

## 历史沿革

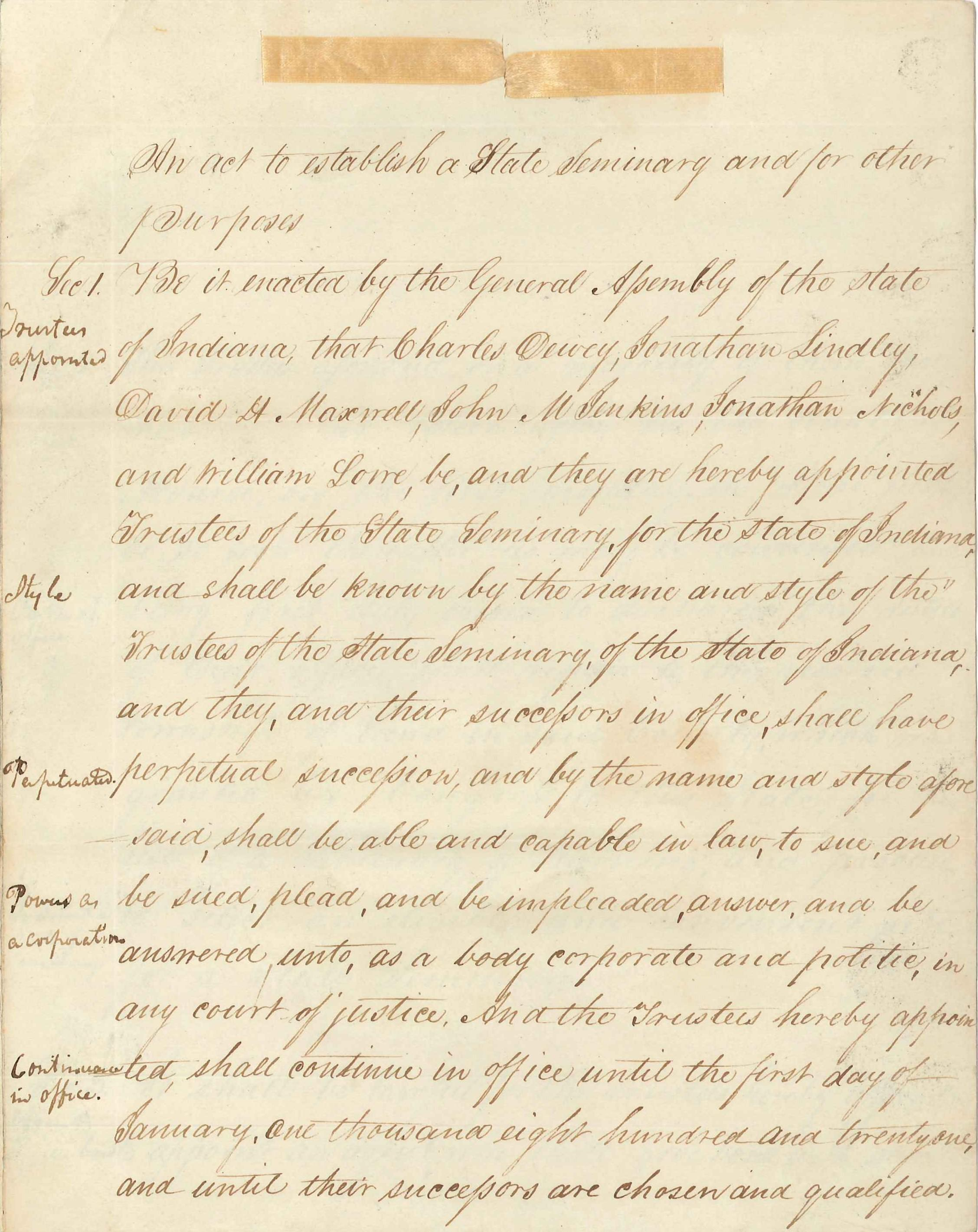
《印第安纳州立神学院法案》

1820年1月20日，印第安纳州政府根据《印第安纳州立神学院法案》（Indiana State Seminary Act）在科里登成立了印第安纳大学，名为州立神学院（State Seminary）。1822年，学校在第二大街和学院大道交叉口附近，即现在的神学院广场公园动土。1825年4月4日，学校开始上课。
第一位教授是长老会牧师贝纳德·拉什·霍尔，在1825至1927年间教授所有的课程。第一年有12名学生。霍尔是一位古典学家，专注于古希腊语和拉丁语，并认为对古典哲学和语言的研习是最好的教育。首届学生于1830年毕业。
1820年至1889年，印第安纳大学和温森斯大学之间发生了一场旷日持久的法律政治斗争，争夺哪所大学才是合法的州立大学。

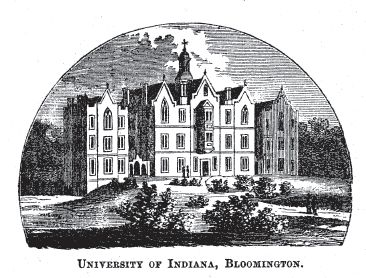
1865年的印第安纳大学

1829年，安德鲁·怀利出任首任校长，直至1851年去世。学校于1829年更名为印第安纳学院（Indiana College），1838年更名为印第安纳大学。怀利和校董会主席大卫·麦克斯韦尔都是虔诚的长老会教徒，他们坚持学校的非宗派地位，但往往聘任长老会同僚。
1851年，印第安纳大学有近100名学生和7名教授。印第安纳大学于1867年录取了第一位女学生莎拉·帕克·莫里森，使印第安纳大学成为第四所平等录取男女学生的美国公立大学。莫里森于1873年成为印第安纳大学第一位女教授。

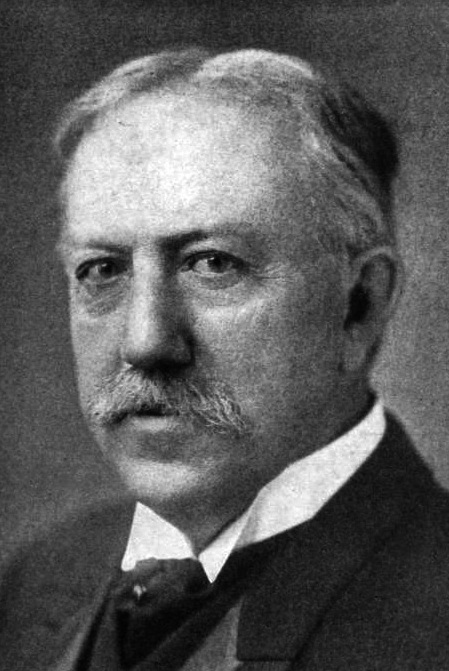
大卫·斯塔尔·乔丹

在连续六任牧师出任校长后，第一位担任校长的非神职人员是年轻的生物学教授大卫·斯塔尔·乔丹。乔丹于1884年出任校长，改善了大学的财政状况和公众形象，使招生人数翻了一番，并按照其母校康奈尔大学的模式建立了选修课制度。1891年，他转任斯坦福大学校长。
数学家约瑟夫·斯温于1893年到1902年出任校长，是第一位毕业于印第安那大学的印第安纳大学校长。他于1894年建立了柯克伍德大厅，1896年建立了男子体育馆，1900年建造了柯克伍德天文台，1901年开始建造科学馆。在他担任校长期间，学生人数从524人增加到1,285人。
1883年，印第安纳大学授予了第一个博士学位，并举办了第一场校际运动（棒球）。同年，神学院广场的原校园被烧毁。1884年至1908年，学校在布卢明顿重建。当时，布卢明顿有限的供水不足以满足其12,000的人口，无法应对大学的扩张。该大学委托了一项研究，最终建造了一个水库供其使用。
1902年，印第安纳大学招收了1,203名本科生，其中65名来自外州，以及82名研究生，其中10名来自外州。印第安纳大学的课程设置着重培养绅士风度的古典学，与普渡大学服务于农业、工业和商业的课程导向形成了鲜明对比。
1920/1921年，音乐学院和商业金融学院开设。1940年代，印第安纳大学在科科莫和韦恩堡开设了新的校区。金赛性研究所于1945年成立。
大萧条时期，印第安纳大学校长赫尔曼·威尔斯与普渡大学校长弗雷德里克·L·霍夫德合作，与印第安纳州国会代表团接触，希望更新破旧的校园设施。威尔斯从州立法机构获得了配套资金，并在校友和商界中发起了一场大型筹款活动。公共事业振兴署建造了该州最好的校园设施之一。1937至1942年是大学历史上基础设施扩张最大的时期，新建了15栋建筑。

1945年二战结束后，大批退役的美國軍人重返校園，緊接着受到美國嬰兒潮的影響，印第安納大學的學生註冊人數從1940年的5,403人猛增至1970年的30,368人。

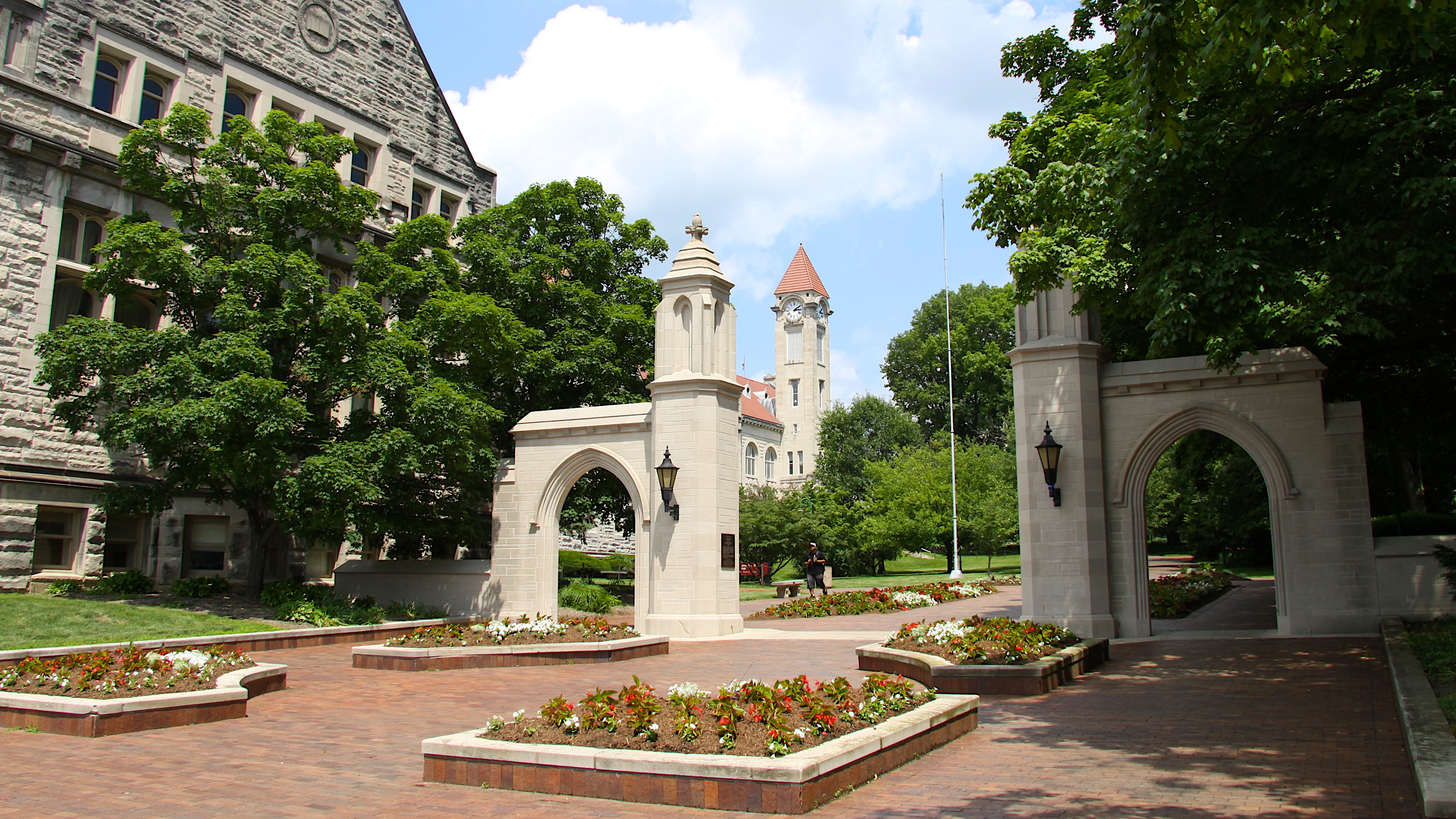
正门（Sample Gates）

1960年，印第安纳大学学生会选举了来自印第安纳州埃尔克哈特的非裔美国人托马斯·阿特金斯担任学生会主席。一群白人学生在校园里游行，挥舞着邦联旗帜，抗议选举结果，将阿特金斯的胜利归咎于垮掉的一代。当抗议者走近校园里的女生宿舍时，他们遭遇了“化妆品瓶、旧鞋和其他物品的猛烈攻击”。
2002年，在印第安纳大学男子篮球队输给马里兰大学淡水龟队后，校园内发生骚乱，随后汇入相邻的城市街区。大学建筑和城市企业受到了严重破坏，至少有45人在骚乱中被捕。

## 校园环境
從布盧明頓到最近的大都市、印第安纳州首府及最大城市印第安纳波利斯距離約50哩，到伊利诺伊州最大城市芝加哥距離195哩、到密苏里州第二大城市圣路易斯距離220哩。由於地理上與都市的隔絕，布盧明頓成為自給自足的大學城。

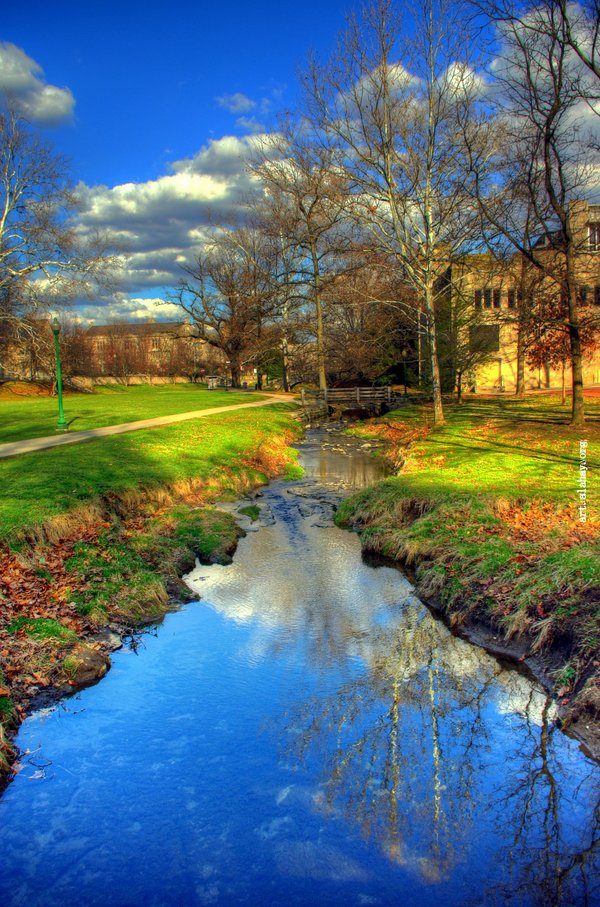
乔丹河

一條名為乔丹河（Jordan River）的小溪贯穿校區中心，以印第安納大學前校長大衛·斯塔爾·喬丹命名。依照印第安納大學的傳統，布莱恩楼（Bryan House）是校長在校園裡居住的地方。
附近觀光名勝是布朗县州立公園，是印第安納州最大的州立公園，位於布朗县山半山腰，提供當地居民打獵、騎馬等戶外活動的場地。周圍商店街的地方文化色彩，每年吸引將近30萬人次的訪客蒞臨。
多樣化的植物，佔地非常廣闊的校園，和眾多新舊結合的石灰岩建築物，印第安納大學校區被認為是世界最美麗的校區之一。藝術評論家Thomas Gaines稱其為全美最美的5所藝術品般的大學校園之一。印第安納大學布盧明頓校區有1933英畝，以及廣大的綠色自然環境和可以追溯到19世紀末學校重建時期的古老建築群。其中大部分特別是比較古老的中心建築都是用頂級石灰岩建成的
印第安納大學中的許多建築，特別是那些早期修建在校園正中央的建築，所採用的頓印第安納石灰石都是從布魯明頓當地的露天石場開採而來的。學校里的大部分早期的主要建築都是由公共事業振興署在美國大蕭條時期修建。大部分的校園用地是在20世紀50和60年代間收購的，並且大多數的校園設施建成於這段時間。
電影《告别昨日》就是在美麗的布魯明頓小鎮拍攝的，重演了印第安納大學著名的Little 500的單車比賽年度盛事。

### 俱樂部
印第安納大學俱樂部佔地五十萬平方英尺（约四萬六千平方米），是全美第二大的學生活動中心。它位於校園的中心，是一個學生學習、休閒、飲食、休息的地方，室內可以打保齡球、桌球、看電影和購物。除了為數眾多的商店和餐廳，它的特色還有八層樓高的學生活動塔樓，擁有186間客房的酒店，能容納400人的影劇院，五千平方英尺（約四百六十平方米）的校友廳（Alumni Hall），五萬平方英尺（約四千六百平方米）的會議廳和星巴克咖啡。俱樂部還保存有相當數量的藝術收藏品。

### 大禮堂

1942年的大礼堂

印第安纳大学大礼堂是公共事业振兴署项目，坐落于校园中心，1941年3月22日正式对外开放。大礼堂由爱格思海金斯公司（Eggers & Higgins）的建筑师们设计，接待了来自世界各地的顶级表演和演艺人员。大礼堂珍藏着托马斯·海德·本通（Thomas Hart Benton）于1933年芝加哥世界博览会绘制的壁画 “发展的世纪”和两个来自于罗伯特·劳伦特（Robert Laurent）的雕塑。 大礼堂还有一个拥有4,500人的管风琴乐队，经常在大学典礼和特别的活动上演奏。1997年，大礼堂耗资1300万美元翻新修复，并于1999年重新对外开放。

### 美術館

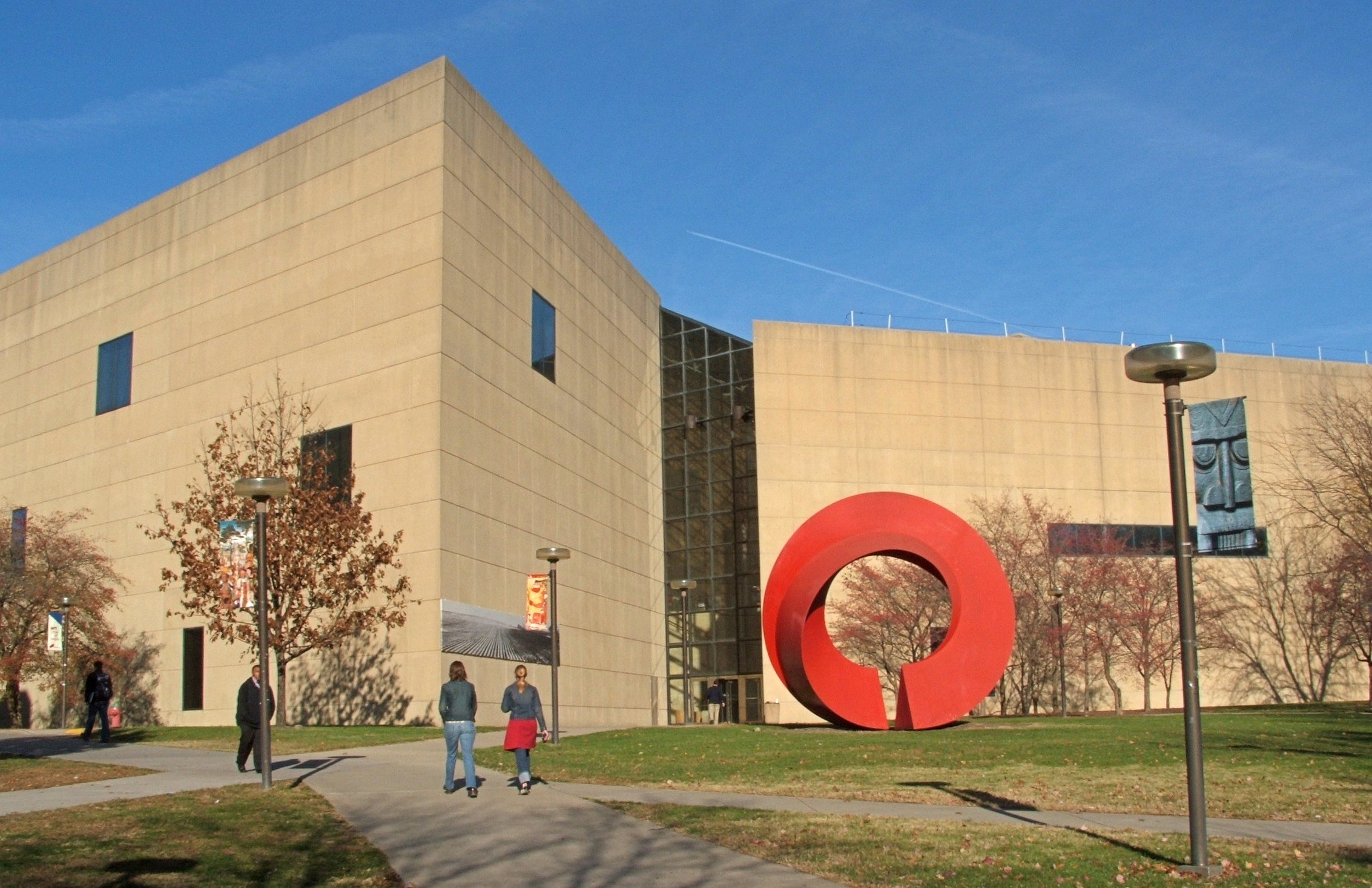
印第安纳大学美术馆

印第安納大學美術館始建於1941年，是美國最早的大學美術館之一，現今收藏來自世界各國享負盛名的藝術品，從亞洲古代金飾、非洲部落面具到克洛德·莫奈和巴勃羅·畢加索的畫作，囊括超過三萬件幾乎代表歷史藝術生產文化的收藏品。
印第安納大學美術館由印第安納大學董事會委任貝聿銘設計，重建於1978年，于1982年落成位於印第安納州布卢明顿。美術館永久館藏包括杰克逊·波洛克、克勞德·莫奈、巴勃羅·畢加索、亨利·马蒂斯、羅丹和安迪·沃霍爾的作品。

### 性学所

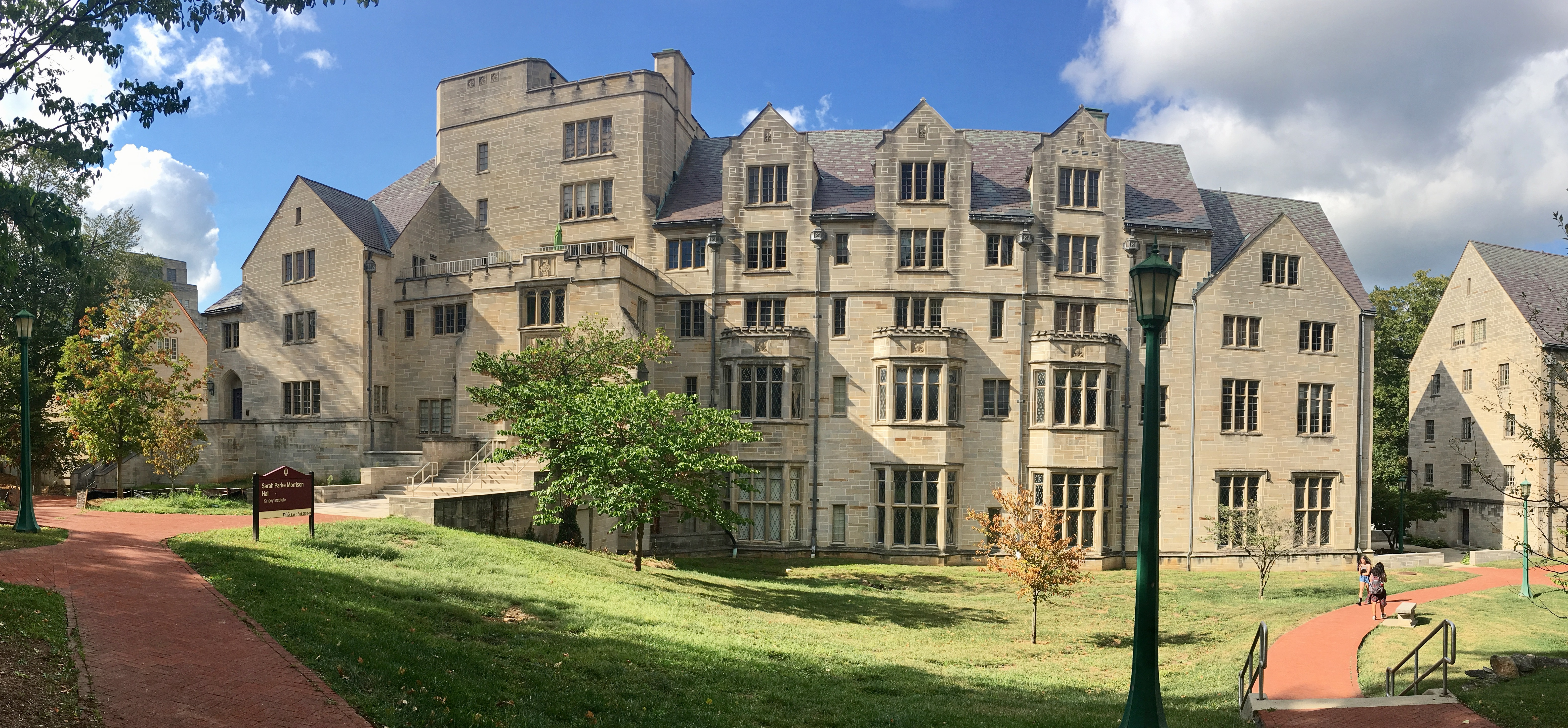
金赛研究所

阿爾弗雷德·金賽是20世紀美國著名的生物學家和人類性學科學研究者。1947年，他組織建立了專門的性研究所——金賽性學科學研究所，2016年并入與印第安納大學。該机构的使命是促進全球性健康和性知識，主要工作包括進行研究、研究生培訓、信息服務，以及收集和保存圖書、藝術作品和檔案資料。

### 圖書館
印第安納大學布盧明頓校区圖書館系統包括二十個不同的圖書館，在研究型图书馆协会中綜合排名北美第12，提供超过990万本图书、800个数据库、60,000种电子期刊和815,000本电子书的访问权限。该图书馆系统是北美第14大的图书馆。

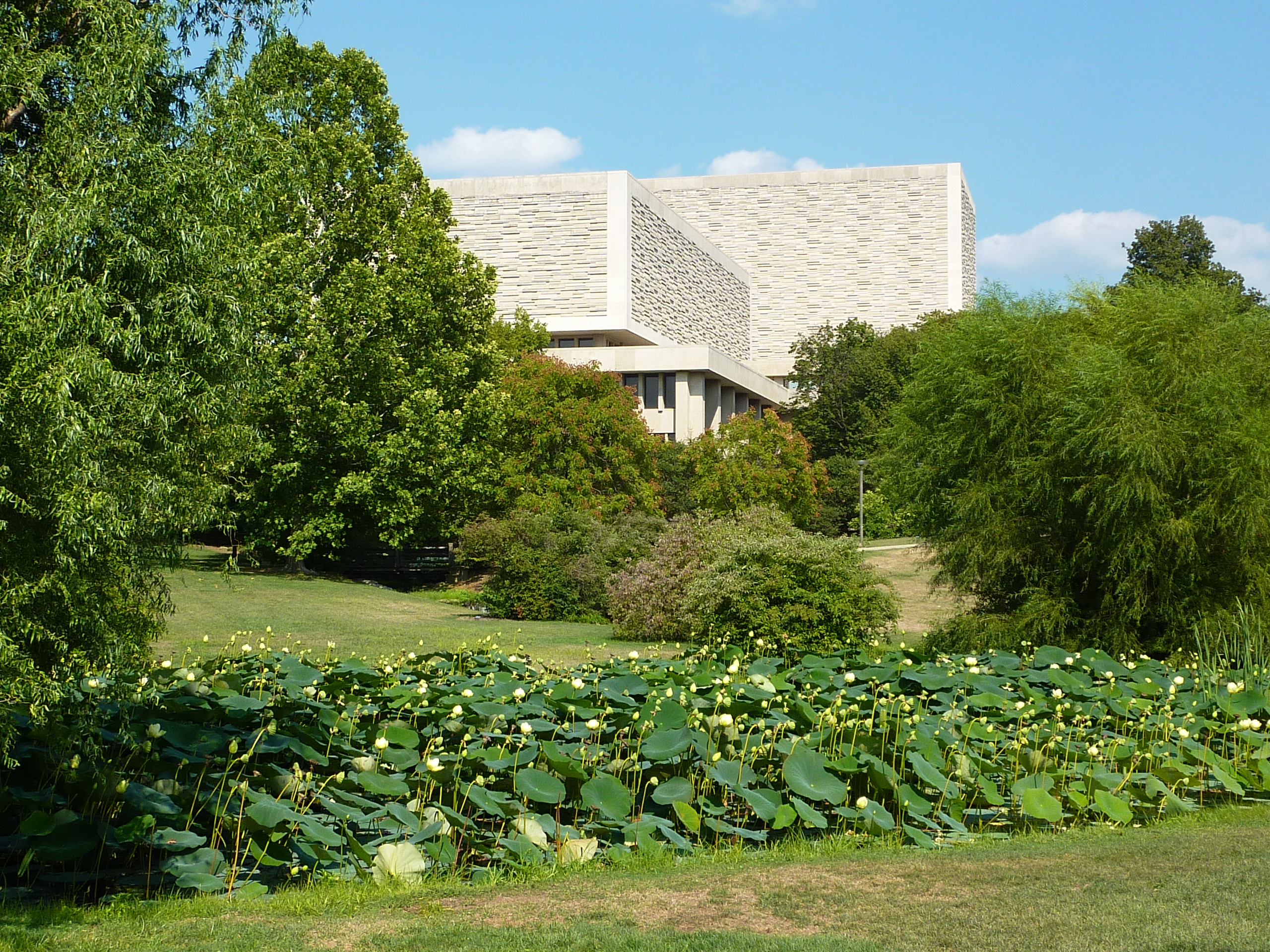
Herman B. Wells圖書館

印第安納大學Herman B. Wells圖書館，原称主圖書館，是北美第13大的圖書館。在2005年7月的命名紀念儀式上，圖書館以前校長Herman B. Wells的名字重新正式命名。建於1969年，圖書館的研究生樓內有11層，在本科生樓內則有5層。圖書館內還包含了一個信息中心，這是一個全面整合的科技中心，供學習與合作所用。圖書館內藏書量達到四百六十萬冊。圖書館分為西樓和東樓。西樓一年365天每天24小時全天候開放，一層主要滿足學生自主學習的需求。整個圖書館都有無線網絡的覆蓋。一个广为流传的都市传说认为，该图书馆正在下沉，因为建造时工程师没有考虑到建筑内所有书籍的重量。《印第安纳学生日报》则指出，该建筑位于94英尺（28.6米）厚的石灰岩基岩上，不存在下沉风险。
除了印第安纳大学布卢明顿分校的主图书馆外，布卢明顿图书馆系统还包括另外20多个图书馆：非裔美国人音乐与文化档案馆、传统音乐档案馆、黑人电影中心/档案馆、商业/SPEA图书馆（凯莱商学院和奥尼尔公共与环境事务学院）、科学图书馆、教育图书馆（教育学院）、LGBTQ+图书馆、印第安纳州残疾与社区研究所残疾信息与转介中心图书馆、印第安纳州资源保护中心图书馆、印第安纳大学图书馆动态影像档案馆、金赛研究所图书馆、杰罗姆·霍尔法学院图书馆、生命科学图书馆、莉莉图书馆（珍本和手稿）、尼尔-马歇尔黑人文化中心图书馆、验光学图书馆、奥斯特罗姆研讨会图书馆、住宅项目和服务图书馆、西诺内亚研究所、印第安纳大学档案馆、威廉和盖尔库克音乐图书馆、怀利故居博物馆。

### 出版社
印第安纳大学出版社于1950年成立，专门出版人文学科和社会科学书籍，每年出版约100本新书，此外还有38种学术期刊。目前拥有约2,000种图书，领域包括非洲及非裔美国人研究、亚洲研究、文化研究、犹太研究、大屠杀研究、中东研究、俄罗斯和东欧研究、女性和性别研究、人类学、电影研究、民俗学、历史、生物伦理学、音乐、古生物学、慈善、哲学和宗教。

### 交通

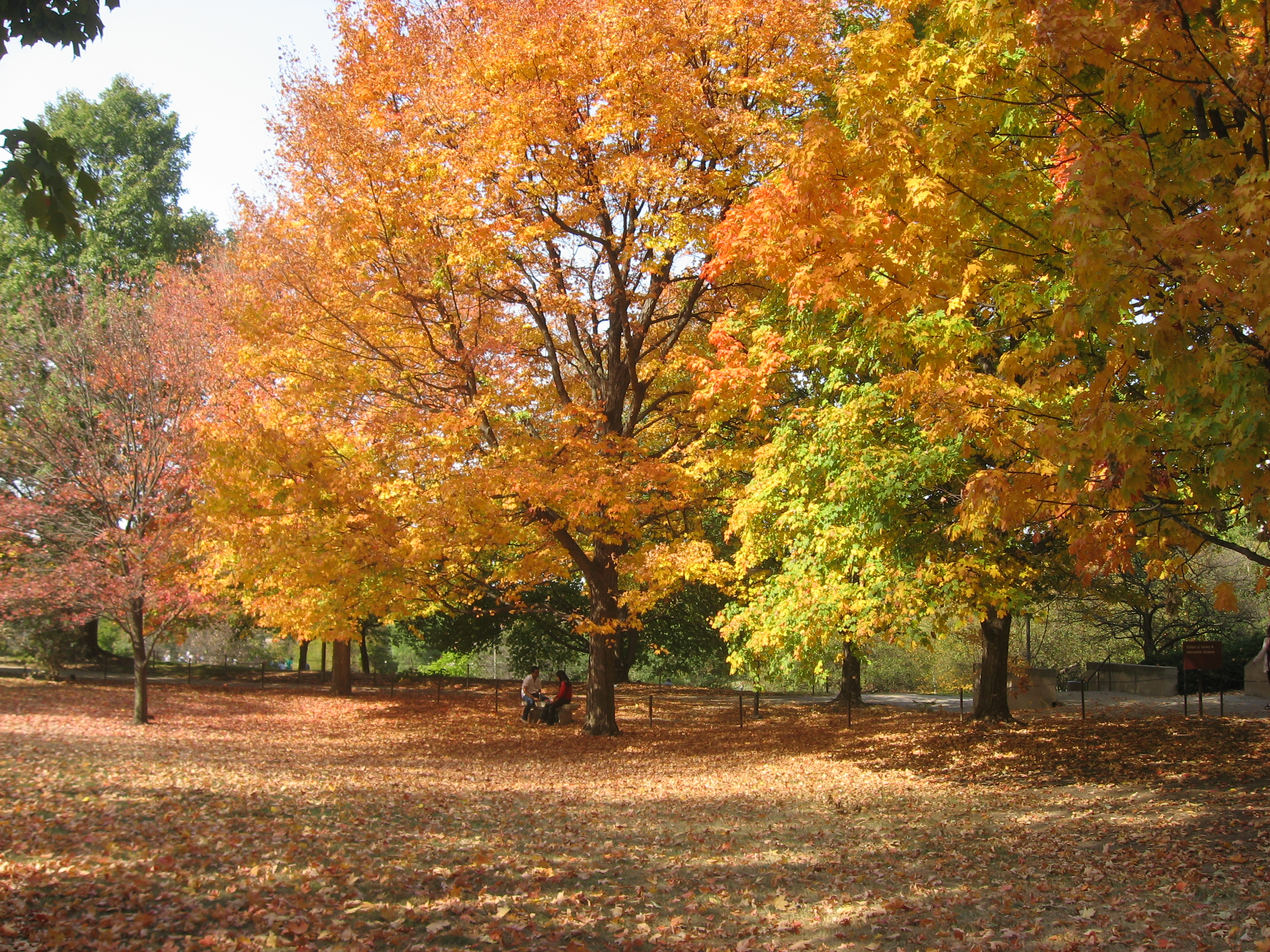
秋景

校园巴士系统在整个学期内定期在校园内运营多条路线。校园巴士对所有印第安纳附属人员免费，并且方便残疾人乘坐。印第安纳大学师生可以免费乘坐布卢明顿市内的公交车。

## 院系设置

### 文理學院

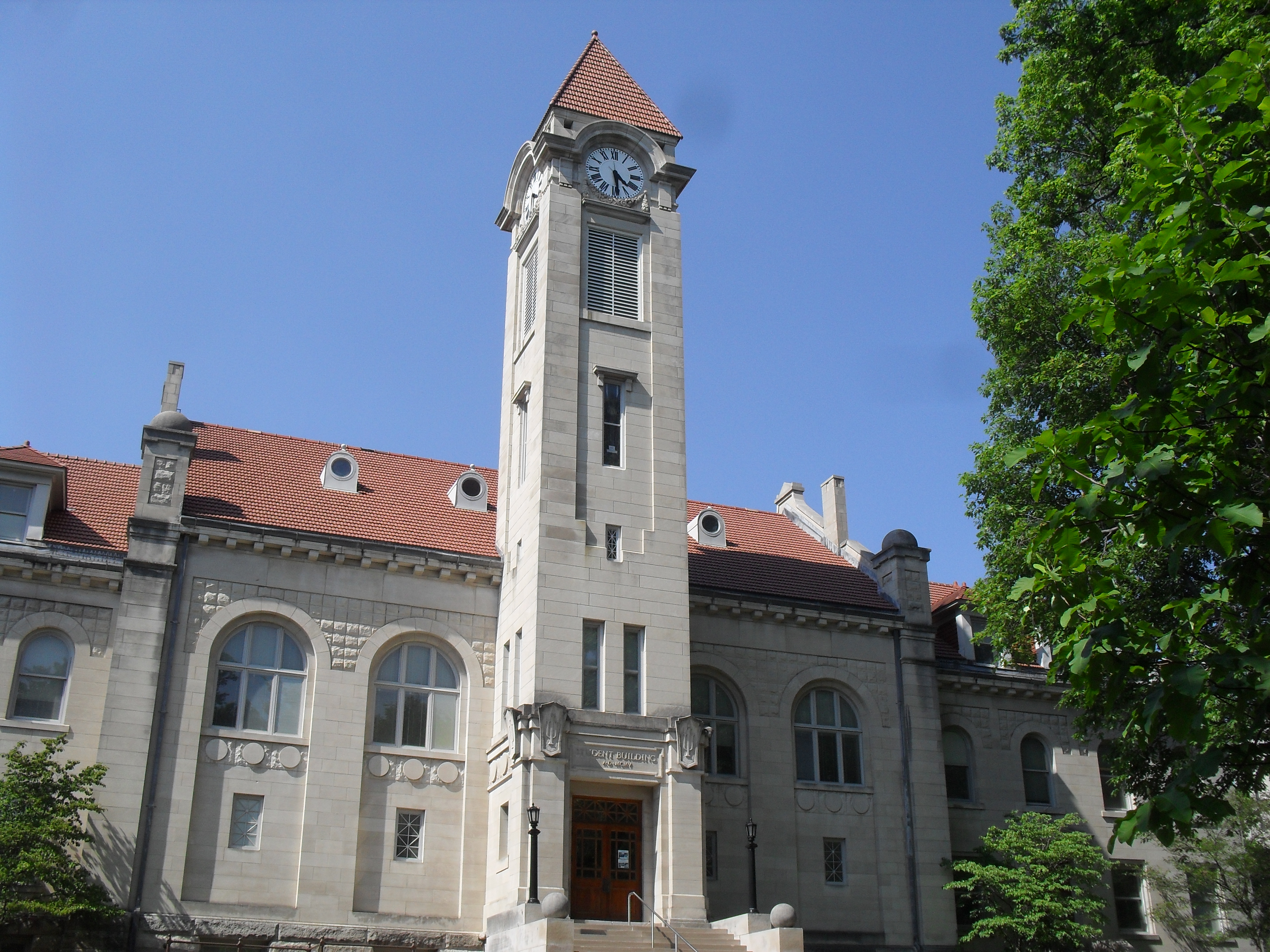
教学楼

文理學院（College of Arts and Science）是印第安納大學最重要也是最大的組成部分，為全校提供博雅教育。文理學院大約由五十多個科系組成，包括數學系、經濟学系、政治学系、比較文學系、哲学系、東亞語言與文化系、生物学系、化學系、歷史学系、電信傳播系、表演系、美術系等。全校大約有40%的本科生學習文理學院的專業，学院還為其他學院和科研中心的學生提供基礎課與選修課。学院提供50多种外语教学和美国第一个性别研究博士课程。

### 研究生院
研究生院（University Graduate School）管理哲学博士（Ph.D.）、文学硕士（M.A.）、理学硕士（M.S.）、师范文学硕士（M.A. for Teachers）、法学硕士（LL.M.）和艺术硕士（M.F.A.）學位，並提供研究生學位的相关資訊。

### 奥尼尔公共与環境事務學院
奥尼尔公共与环境事务学院是印第安納大學一所跨学科學院，研究領域包括政策及管理、國際事務、財政經濟、非營利性管理、城市事務、環境科學及政策、刑事司法、法律及公共安全，涉及自然科學、行為科學、社會科學及管理科學等領域的綜合性知識。奥尼尔公共与環境事務學院和雪城大学公共管理与国际事务学院被《美国新闻与世界报道》評為2016全美最佳公共事務學院第一名。

### 凱萊商學院

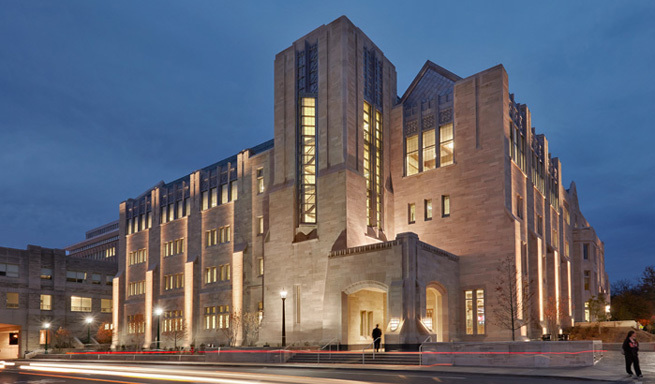
凱萊商學院

凱萊商學院是世界頂尖商學院之一。創立于1920年，前身為印第安纳大学商业金融学院（Indiana University School of Commerce and Finance）。2008年，《美國新聞與世界報道》評選凱萊商學院本科為第11（公立大學第6），MBA項目為第20（所有公立大學第7）。2007年，《華爾街日報》評選凱萊商學院MBA項目為全國第15，其中，消費類產品、能源與工業產品方向排名第2，市場營銷方向排名第3，會計排名第8。凱萊商學院本科特別課程名為Integrative Core，包括金融（Finance）、营销（Marketing）、战略（Strategy）、运作（Operations），所有本科凱萊商學院學生必須修畢此課程。

### 摩利尔法学院
印第安納大學摩利爾法學院於1842年成立，是布魯明頓校區最早成立的學院之一。法學院位於校區之西南面，擁有一個全國最完善的法學圖書館。 在2000年，美國首席大法官威廉·倫奎斯特曾於法學院的模擬法庭主持審訊。法學院在2009年度《美國新聞與世界報導》最佳法學院中列為全國第23名。法學院的著名校友包括最高法院助理法官舍曼·明頓（Sherman Minton）和9-11事件委員會副主席李·漢密爾頓（Lee Hamilton）。印第安納大學法學院於2008年12月8日正式命名為印第安納大學摩利爾法學院。

### 雅各布斯音樂學院

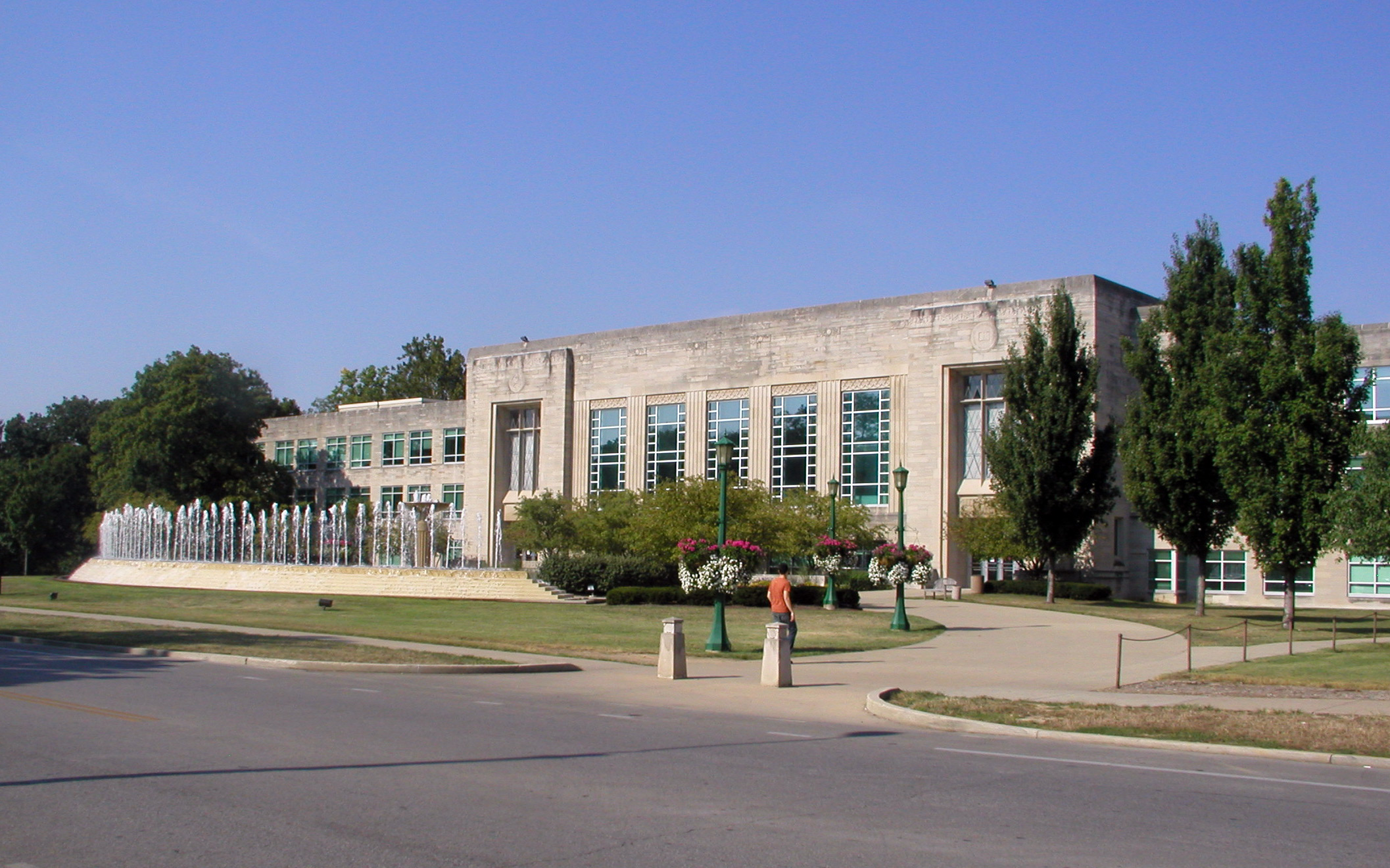
雅各布斯音乐学院

雅各布斯音乐学院是世界頂級音樂學院之一，設有研究所與大學部。多於1,600名學生於此就讀，其中過半數為大學部學生。學院提供鋼琴、大提琴、爵士樂、作曲、芭蕾、錄音藝術、音乐教育（聲樂、弦樂、管樂）等專業。音樂學院的入學程序包括試聽，有興趣入學的學生需要在教職員代表前表演兩至三首樂曲。其中，聲樂專業與鋼琴專業學生第一輪入學程序為提供光盤或盒式磁帶，通過後才能進入試聽階段。通常大學部錄取率為兩成半，研究所錄取率為三成。每學期大部份學生都需要參加一次合奏。某些專業的學生需要參加特定的合奏。此外，學院內有十三支合唱團、八支樂隊和七支管弦樂隊。全院有超過一百七十名全職教職員，許多世界頂尖音乐家與學者會來此進行交流。設施包括五座大樓和超过一百七十間練習房。

### 拉迪信息学、计算机和工程学院
拉迪信息学、计算机和工程学院於1990年成立，藉以提供學生及教授一個廣泛的研究環境及平台。資訊學院所研究的泛圍甚廣，從生物學、經濟學以至美術都一一覆蓋，亦是全美國唯一一所提供正式聯合學位予人機交互學及資訊安全学的大學。從此之外，該學院亦提供人機交互設計學、音樂資訊學、生物資訊學、化學資訊學、資訊安全以及電腦資訊學的碩士學位。
2005年7月1日，電腦學系正式從文理學院遷移到資訊學院，將資訊學院教職員人數增至超過一百人。資訊學院與校內的圖書資訊科技學院、電子信息通訊學院、音樂學院以及認知科學學院亦有密切的關係。2009年，資訊學院改名為資訊及計算學院（School of Informatics and Computing）。

### 教育學院
印第安納大學教育學院原前身為文理學院的一部分，於1923獨立，是美國最大的教育學院之一，擁有超過200名教職員。2008年，其教育研究院被《美國新聞與世界報道》評選為全國第17名。印第安納大學教育學院提供多個大學本科及大學專科學位，包括师范理學學士（B.S. in Teacher Education）、教育專科理學碩士（M.S., Ed. S.）及教育博士（Ed. D, Ph.D.）等。

### 汉密尔顿·卢格全球与国际研究学院
印第安納大學設有14個國際研究中心，如非洲、東亞、俄羅斯、東西歐等。大學提供超過50種外語課程讓學生挑選，當中包括阿塞拜疆语、法语、喬治時代英语、烏茲別克語、西班牙語和藏語等。

## 学生活动
| 族群           | 占比 | 占比 |
| -------------- | ---- | ---- |
| 美国白人       | 68%  | 68   |
| 亚裔美国人     | 9%   | 9    |
| 拉丁裔美国人   | 8%   | 8    |
| 外籍学生       | 5%   | 5    |
| 混血美国人     | 5%   | 5    |
| 美国黑人       | 4%   | 4    |
| 经济多元性     |      |      |
| 低收入家庭     | 18%  | 18   |
| 中产及以上家庭 | 82%  | 82   |

### 学生媒体

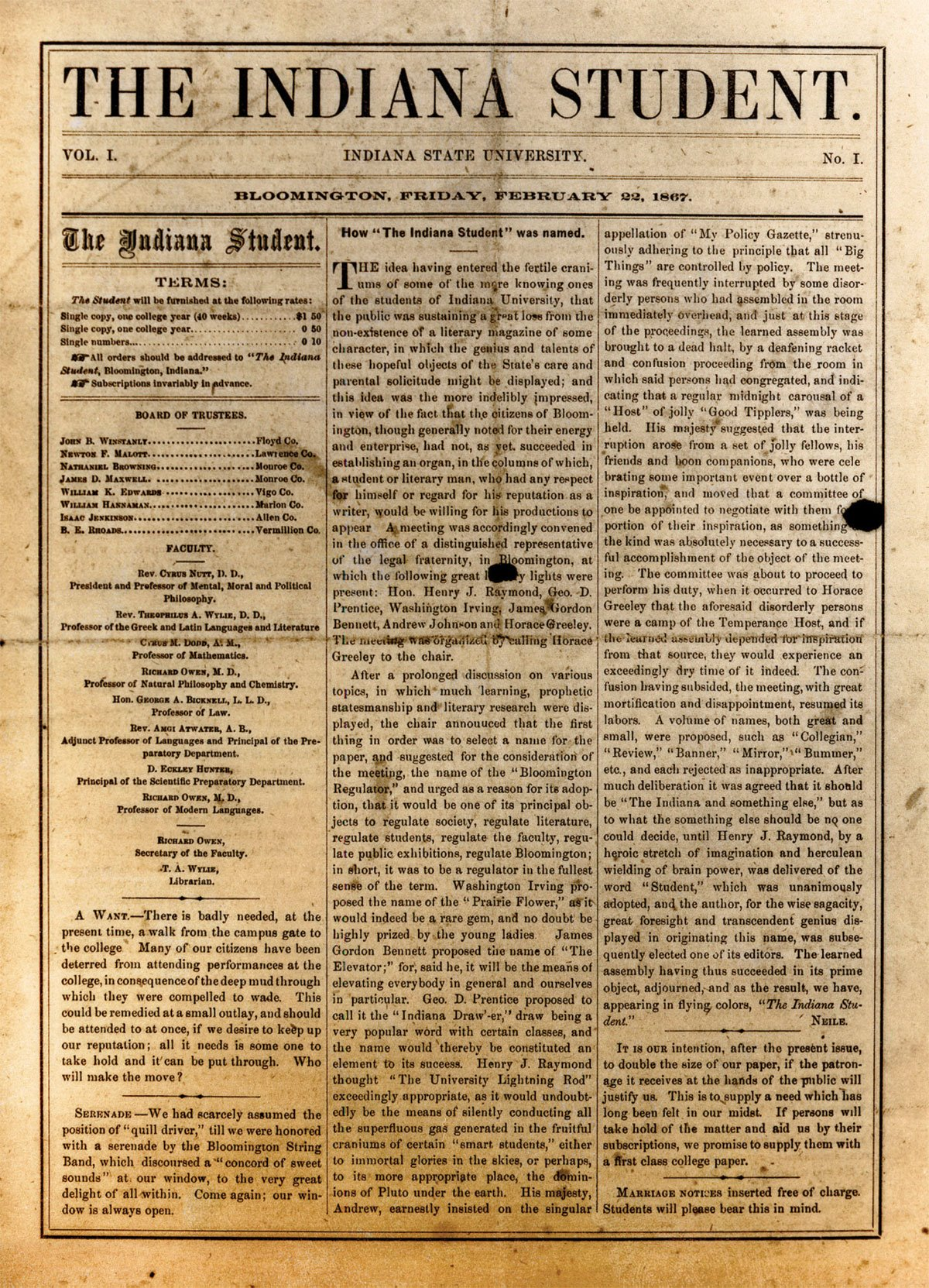
创刊号

《印第安纳学生日报》是一份由学生经营的独立报纸，自1867年以来一直为印第安纳大学布卢明顿分校出版。该报是一份免费报纸，在整个校园和城市发行。

### 体育竞技
印第安纳大学山地人队（英語：Indiana Hoosiers）代表印第安纳大学布卢明顿分校参加国家大学体育协会第一级别的22项体育赛事，自1899年起便是大十联盟的成员之一，代表色为绯红色与奶油色。

## 国际合作
印第安纳大学與世界各地400多間的大學、研究中心和組織有合作聯繫，學生可通过90多個不同项目到39個國家交流。主要国际合作伙伴院校包括：
- 亚洲：中国人民大学、北京师范大学、浙江大学、国立台湾大学、延世大学、成均馆大学、早稻田大学、新加坡国立大学、朱拉隆功大学、印度尼西亚大学、河内国家大学、海峡大学、德黑兰大学
- 欧洲：博洛尼亚大学、柏林自由大学、汉堡大学、曼彻斯特大学、华沙大学、雅盖隆大学、索邦大学、艾克斯-马赛大学
- 澳洲：澳大利亚国立大学
- 非洲：比勒陀利亚大学、加纳大学
- 拉丁美洲：巴西文学院、墨西哥国立自治大学

## 學術排名

### 综合排名
依據美國卡內基高等教育基金會的大學分類，印第安納大學屬於非常高學術活動的研究型大學。该校名列世界大學學術排名前百大。2001年，《時代》雜誌将印第安納大學评选为「年度大學」。

### 专业排名
根據《美國新聞與世界報道》，印第安納大學有110多個本科學科排名在美國前20名，以及29個研究生項目名列前25名。该校艺术与人文学科在泰晤士高等教育世界学科排名中位列71名（全国第20名），在QS世界大学排名中位列94名（全国第21名），在《美國新聞與世界報道》中位列62名（全国第24名）。
2024年《美國新聞與世界報道》評選印第安纳大学凱萊商學院本科全国第8名，MBA第22名。2007年，《華爾街日報》評選凱萊商學院MBA項目為全國第15名，其中消費類產品、能源與工業產品排名第2名，市場營銷排名第3名，會計第8名。《彭博商業周刊》将凱萊商學院本科列為2008年度全國第16名（公立大學第6名），MBA第15名（公立大學第4名）。
奥尼尔公共与环境事务学院和哈佛大學甘迺迪政府學院在全国公共事務學院中排名第2名（公立大學第1名）。 在《美國新聞與世界報道》的排名中，印第安納大學教育學院位於前20名。印第安納大學摩利爾法學院在2009年度《美國新聞與世界報道》中列為全國第23名。
2009年的《美國新聞與世界報道》中，印第安纳大学雅各布斯音乐学院與茱莉亚学院、伊斯特曼音乐学院並列全美第一。
| 专业           | 排名    |
| -------------- | ------- |
| 图书馆学       | 7       |
| 社会政策与行政 | 23      |
| 表演艺术       | 49      |
| 人类学         | 51-100  |
| 传播学         | 51-100  |
| 艺术与人文学科 | 94      |
| 商业与管理     | 108     |
| 社会科学与管理 | 165     |
| 生命科学和医学 | 282     |
| 自然科学       | 351     |
| 工程与技术     | 501-550 |

| 项目       | 排名 |
| ---------- | ---- |
| 听力学     | 12   |
| 商学       | 20   |
| 临床心理学 | 10   |
| 犯罪学     | 26   |
| 英语       | 24   |
| 创业学     | 7    |
| 历史学     | 21   |
| 图书信息学 | 9    |
| 政治学     | 28   |
| 心理学     | 23   |
| 公共事务   | 2    |
| 社会学     | 16   |
| 言语病理学 | 14   |

| 项目               | 排名 |
| ------------------ | ---- |
| 艺术与人文学科     | 62   |
| 心理学             | 66   |
| 经济学与商学       | 43   |
| 社会科学与公共卫生 | 71   |
| 教育学与教育研究   | 38   |
| 临床医学           | 83   |
| 胃肠病学与肝病学   | 75   |
| 手术学             | 98   |
| 神经和行为科学     | 78   |

## 知名人物

### 诺贝尔奖得主

印第安纳大学诺贝尔奖得主
1946年諾貝爾生理學或醫學獎得主赫尔曼·约瑟夫·穆勒[62]
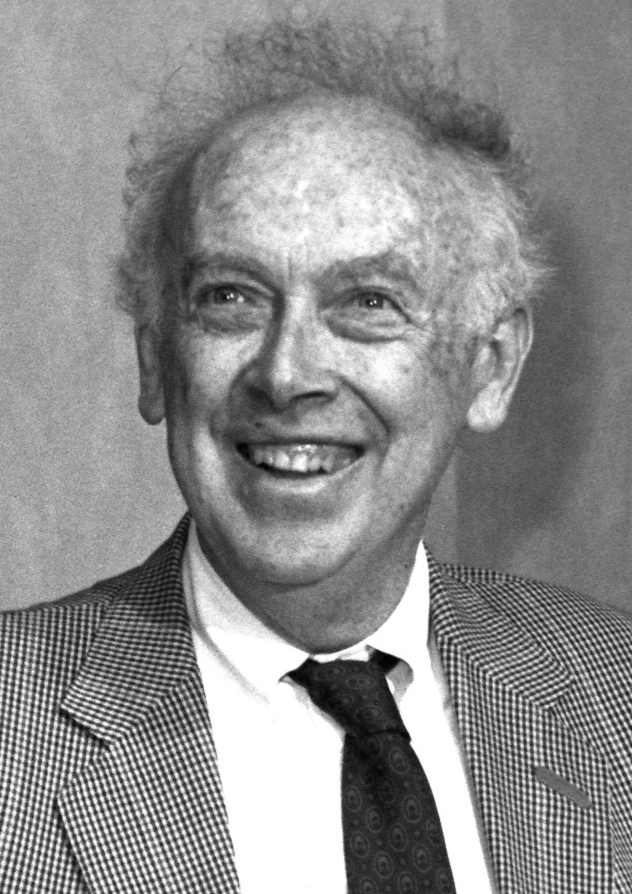
1962年諾貝爾生理學或醫學獎得主詹姆斯·杜威·沃森
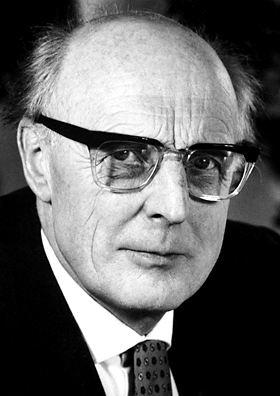
1963年诺贝尔物理学奖得主约翰内斯·延森
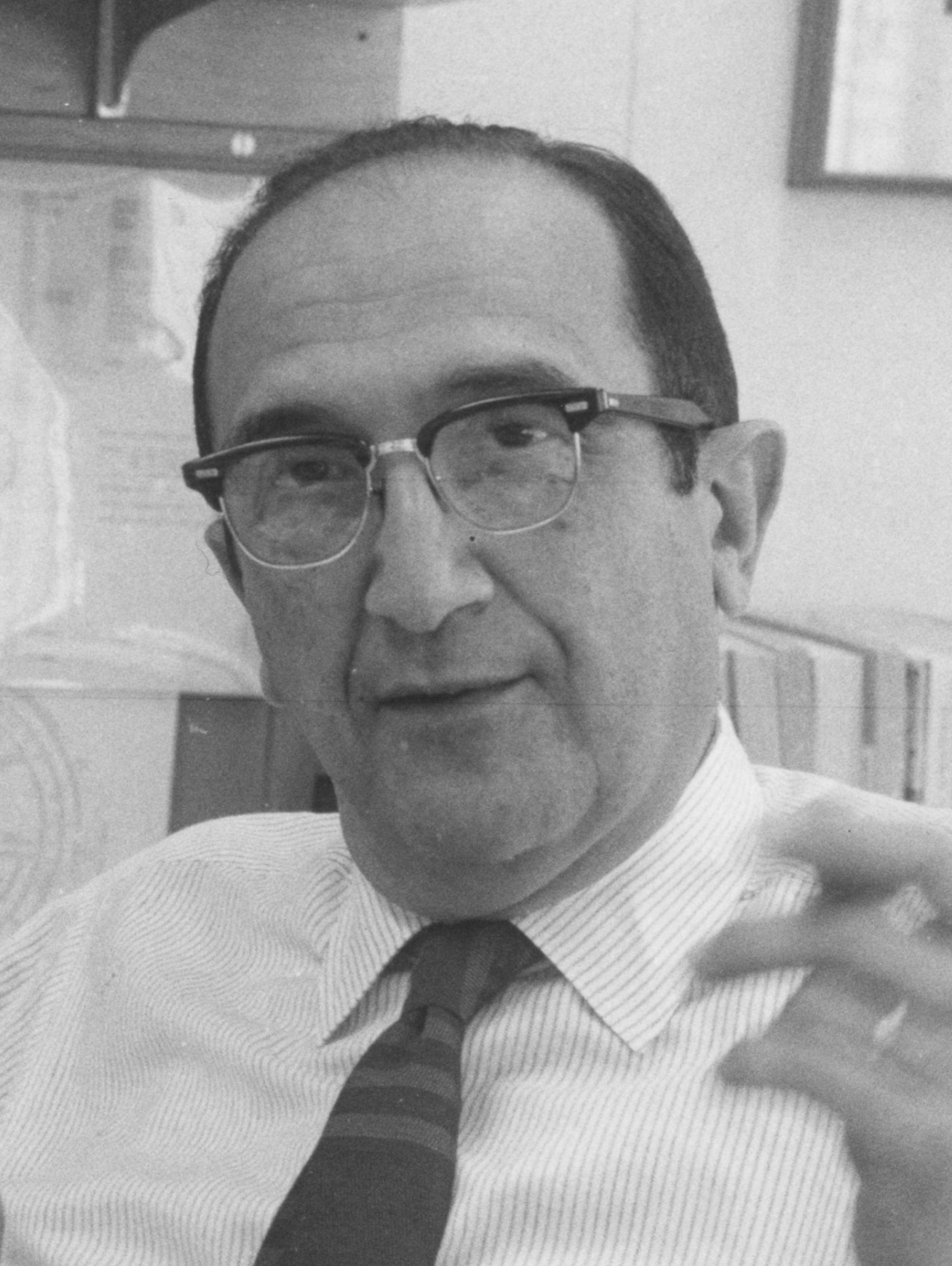
1969年諾貝爾生理學或醫學獎得主萨尔瓦多·卢里亚
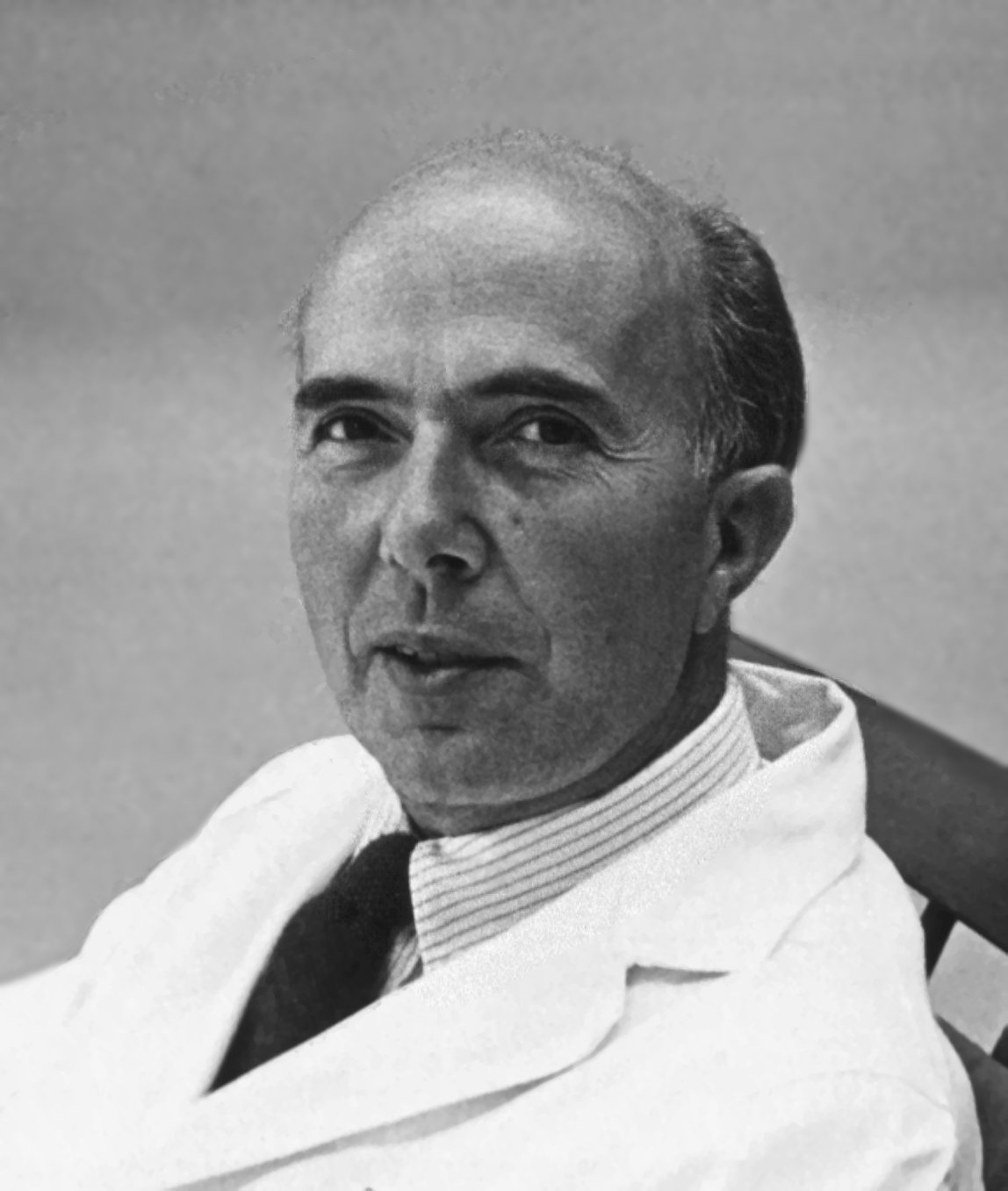
1975年諾貝爾生理學或醫學獎得主罗纳托·杜尔贝科
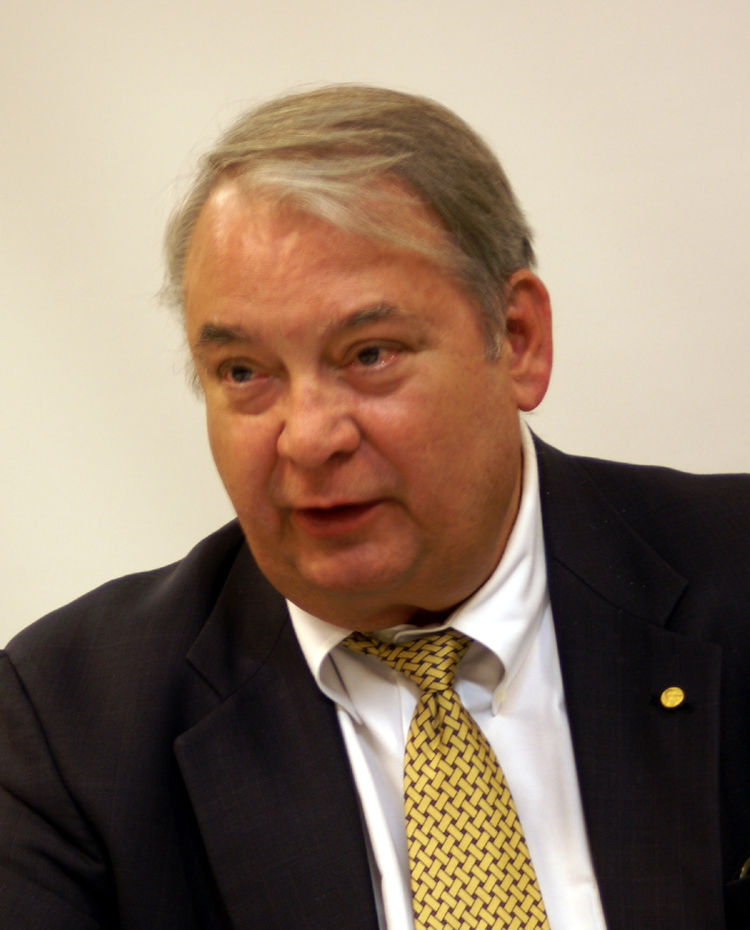
1998年諾貝爾生理學或醫學獎得主費瑞·慕拉德
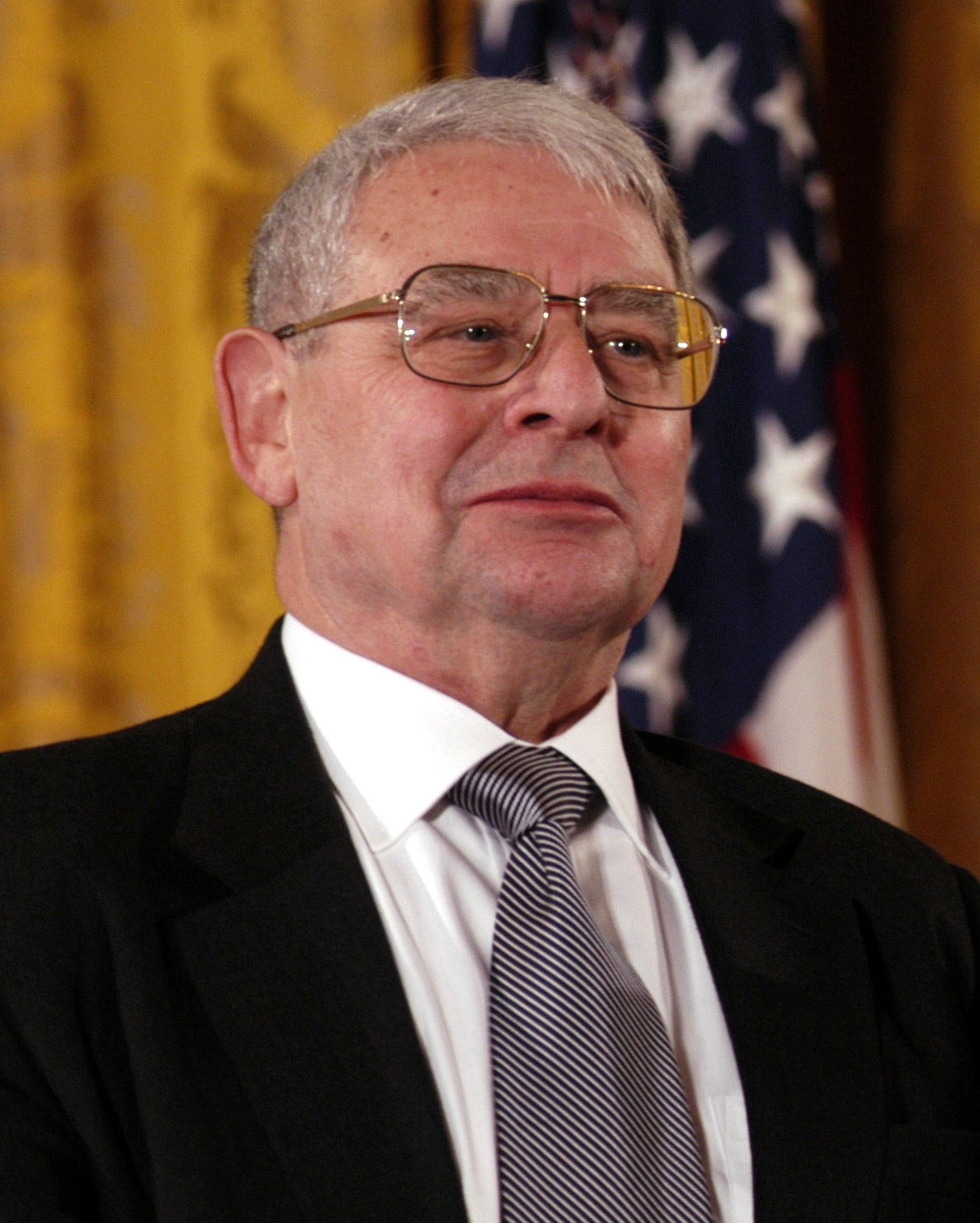
2002年诺贝尔物理学奖得主里卡尔多·贾科尼
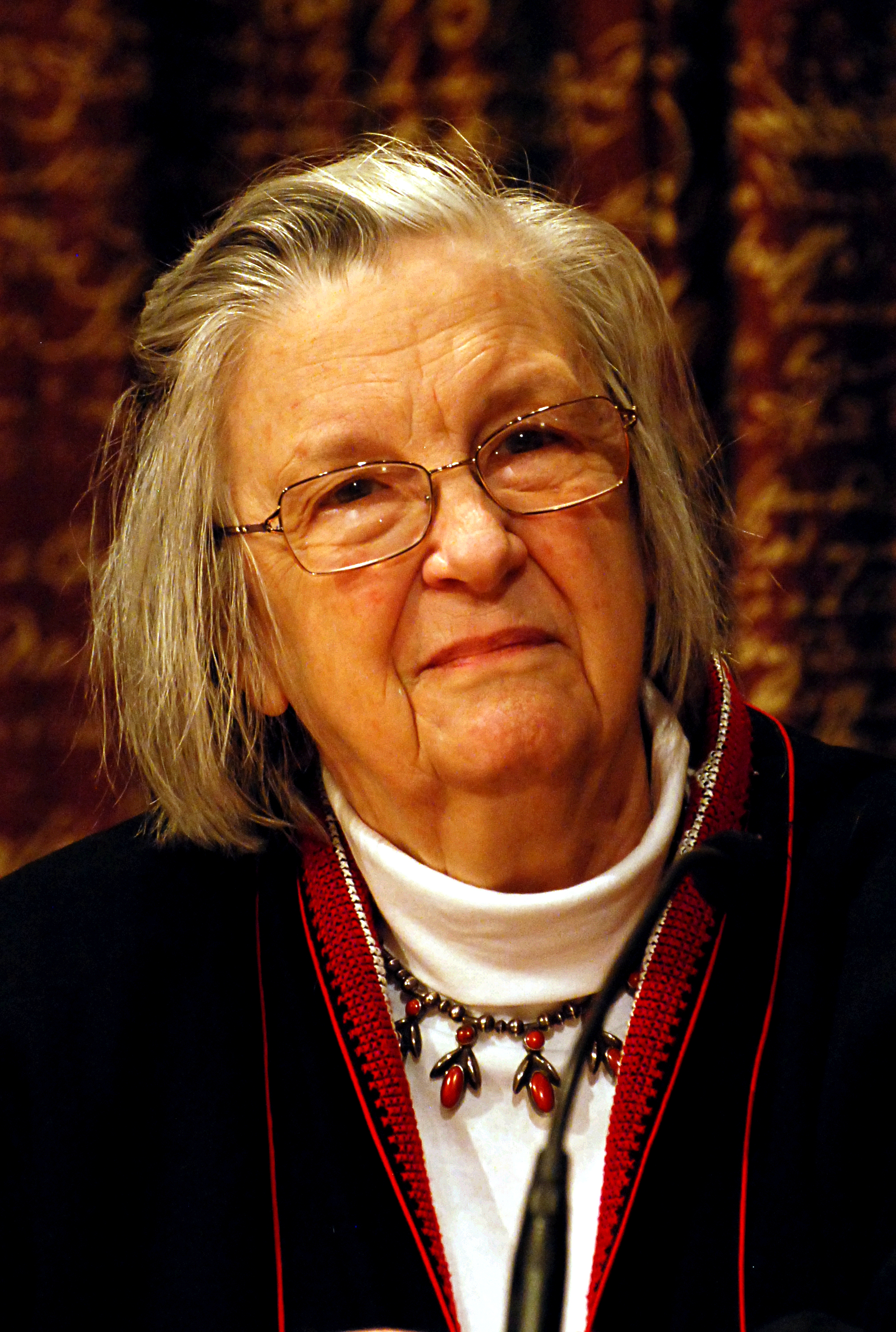
2009年諾貝爾經濟學獎得主埃莉诺·奥斯特罗姆
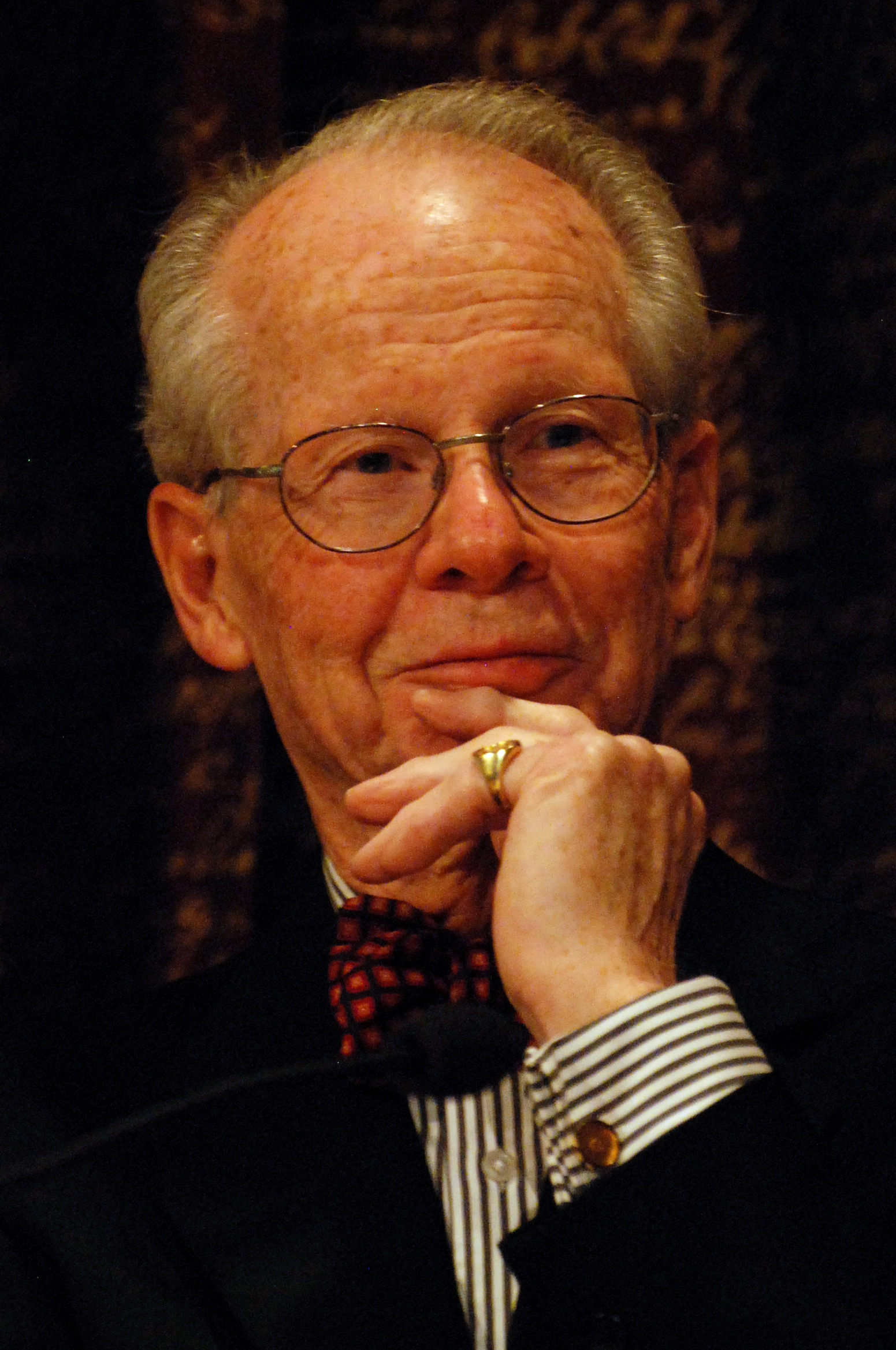
2009年諾貝爾經濟學獎得主奥利弗·威廉姆森
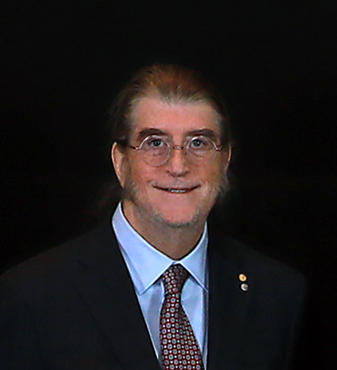
2022年諾貝爾經濟學獎得主菲利普·迪布维格

### 政治
- 迈克尔·D·希金斯，前爱尔兰总统[72]
- 萨利姆·胡斯，前黎巴嫩總理
- 迈克·彭斯，前美国副总统
- 罗伯特·盖茨，前美國國防部長
- 保罗·奥尼尔，前美國財政部部長
- 罗德·佩奇， 前美國教育部部長
- 奥蒂斯·鲍恩，前美国卫生与公众服务部部长
- 王郁琦，前中华民国陆委会主委[73]
- 易纲，前中国央行行长
- 丹·科茨，前美國參議員、美國駐德國大使
- 温德尔·威尔基，前美國總統候選人
- 拉玛沙米，马来西亚政治人物
- 廖元豪，馬英九基金會董事
- 劳拉·凯利，堪萨斯州州长
- Frank O'Bannon， 前印第安纳州州長
- Edgar Whitcomb，前印第安纳州州長
- Evan Bayh，前美國參議員、印第安纳州州長
- William E. Jenner，前美國參議員
- Newell Sanders，前美國參議員
- Michael Badnarik，前美國總統競選人

### 商业
- 约翰·钱伯斯，Cisco主席和執行總裁
- 马克·丘班，科技創業家，擁有NBA球隊達拉斯小牛
- Harold Arthur Poling，福特汽車前主席和執行總裁
- Frank Popoff，陶氏化學前主席和執行總裁
- Jeff Fettig，惠而浦執行總裁

### 文化
印第安纳大学校友和教职人员包括23位普利策奖得主。
- 吉米·威爾斯，維基百科創辦人之一[75]
- 羅伯特·里奇韋，美國國家博物館首位鳥類館館長
- 葉詠詩，中國及香港著名女指揮家
- 约夏·贝尔，美國小提琴家，葛萊美獎得主
- 邁克·布萊克（英语：Michael Brecker），美國爵士薩克斯風手與作曲家
- 約翰·克萊頓，美國大貝斯手，葛萊美獎得主
- 皮特·厄斯金（英语：Peter Erskine），爵士鼓手與作曲家
- 奇雲·格連，奧斯卡和托尼獎得獎演員
- 西爾維亞·麥克奈爾（英语：Sylvia McNair），美國著名女高音歌唱家，葛萊美獎得主
- 盖瑞·施耐德，詩人，普利策獎得獎者，環保主義者
- 伊塞亚·托马斯， NBA名人堂球員，冠軍得主，纽约尼克斯教練
- 维克多·奥拉迪波，NBA籃球員